# Petronila Akvitánská
Petronila Akvitánská (fr. Pétronille d’Aquitaine nebo Alix d’Aquitaine, 1124 – po 24. říjnu 1153) byla hraběnka z Vermandois, dcera akvitánského vévody Viléma X., mladší sestra Eleonory Akvitánské.

## Život
Po otcově smrti roku 1137 se Petronila dostala do opatrovnictví svého strýce Raimonda z Poitiers a téhož roku následovala sestru Eleonoru na pařížský dvůr. Podobně jako Eleonora byla Petronila proslulá svým půvabem a zamotala hlavu nejednomu muži. Osudové se stalo setkání s francouzským senešalem Rudolfem z Vermandois, který byl o dost starší, jednooký a ještě v tu dobu ženatý.
Rudolf z Vermandois kvůli mladičké krásce svou ženu zapudil pro údajné blízké příbuzenství a místo ní si roku 1142 vzal Petronilu. Příbuznost s první ženou mu odsvědčili tři vysoce postavení biskupové.
| „                  | Zvěst o křivé přísaze se rozšířila po celém kraji a přičiněním Thibauda ze Champagne se dostala až k papežskému dvoru. Raoulem zapuzená manželka byla jeho neteří a on tu pohanu nemohl snést... | “ |
| — Herman z Tournai | |   |

Zapuzená žena byla sestrou, ne neteří hraběte ze Champagne a na její stranu se postavil i Bernard z Clairvaux. Papežský legát na koncilu v Lagny prohlásil senešalovo první manželství za stále platné a nad novomanžely vyhlásil interdikt. Tři křivopřísežní biskupové byli suspendováni a roku 1148 v Remeši došlo ke konsistoři, které se zúčastnila i zapuzená choť s příbuzenstvem.
| „               | Stěžuješ si, že se ti nedostalo sluchu, že ti bylo způsobeno násilí, protivná strana tě poškodila, navracím tě do míst spravedlnosti, abyste mohli ty a tvoji lidé, stejně jako i hrabě, vypovědět, co budete chtít... | “ |
| — Římský biskup | |   |

Eleonora z Blois však pravila, že zpět muže, jehož duše jí byla uloupena, nechce. Po svědectví Raulovy strany bylo manželství rozvedeno a pak vyšlo najevo, že Rudolf vyjádření Eleonory již „zaplatil“ vrácením jejího věna, což pobouřilo všechny přítomné.
| „                     | Z jeho lože nevzejde nic dobrého | “ |
| — Bernard z Clairvaux |                                  |   |

Proroctví se vyplnilo, Petronila časně zemřela, syn se nakazil malomocenstvím, dcery byly výhodně provdána, ale zemřely bezdětné. Rudolf se roku 1152 znovu oženil a krátce po svatbě onemocněl. Lékař senešalovi zakázal milostné obcování, vášnivý muž jej však neposlechl a za tři dny zemřel.